# Пискуновка (Донецкая область)
Пискуновка (укр. Пискунівка) — село в Николаевской городской общине Краматорского района Донецкой области Украины.

## Общие сведения
Население по переписи 2001 года составляло 174 человека. Почтовый индекс — 84181. Телефонный код — 626.

## География
Рядом протекает река Северский Донец. Вокруг села меловые горы, местами изрезанные ущельями. На противоположной стороне реки густой лес со множеством озёр. Рыбы в реке мало вследствие загрязнения отходами промышленности (выше по течению). Недалеко от села находится отделение украинского степного природного заповедника «Меловая флора».

## Название
Название села местные жители соотносят с писком комаров, которых здесь (благодаря близости Донца) летом бывает достаточно много.

## История

### Пискуновка в Великой Отечественной войне
В окрестностях Пискуновки проходили ожесточенные бои Великой отечественной. До сих пор вокруг села можно найти гильзы, снаряды, окопы, чем пользуются так называемые черные копатели — разрывающие эти окопы в поисках ценностей.

### Лаврентьевка (Корсуновка)
В 1968 года располагающееся юго-восточнее (ниже по течению реки) село Лаврентьевка (Корсуновка) было упразднено,
северная (большая) его часть отошла к Пискуновке (так называемая Новая Пискуновка), а южная — к Кривой Луке. Село было основано ещё в 1710 году, и образовывалось двумя хуторами — Корсуновкой и Лаврентьевкой, отсюда и два названия. До 1968 года официально оно называлось Лаврентьевкой. В свою очередь, разделение на две части вызвано тем, что через село раньше проходила граница двух районов — Лиманского и Славянского. До основной части села отсюда идет дорога в несколько километров. Общественный транспорт не ходит.

### Пожар 2007 года
Летом 2007 года из-за жары и малого количества осадков в соседнем заповеднике Меловая флора загорелся лес. Площадь пожара составила 20 га травы и 5 га верхушек леса. Для тушения были привлечены силы МЧС (5 человек состава и 2 единицы техники) . Помимо тушения пожара, были обнаружены мины, боевые снаряды. Во время пожара каждые 15—30 минут были слышны взрывы. На месте работали пиротехники и группа аварийно-спасательного отряда специального назначения ГУ МЧС в Донецкой области, обезвреживая снаряды.

### Учреждения
Ранее в селе работали роддом, школа, сельский клуб, медпункт. Сейчас полноценно функционирует только магазин.

## Население
Около половины населения не живёт здесь постоянно — это и дачники, и переехавшие на заработки в Николаевку, и другие города жители села.
Среди приезжих преобладают жители соседних городов — Краматорска, Славянска, Горловки.

### Известные уроженцы
- Дибров, Филипп Давыдович — Герой Советского Союза.

## Экономика
Возле села расположены водокачка (работающая) и бывший колхоз. В основном работу жители села находят в соседних более крупных населенных пунктах.
Несмотря на проблемы с экологией, рыбная ловля достаточно распространена и сегодня. В том числе, этим занимаются в промышленных целях («на продажу» дачникам и в заведения общепита).

## Транспорт

### Автобус
Три раза в сутки (ежедневно) по маршруту Славянский автовокзал-Пискуновка ходит автобус  ПАЗ-672-24 .
В начале 2000-х маршрут  до Пискуновки был отменен. Местные жители обратились с просьбой о восстановлении, и сейчас он работает в частном порядке, что привело к росту цен. Данные в таблице ниже — по тарифу, на практике цены выше. Кроме того, автобус старый и часто ломается. Пока его не починят — замены не ходит.
| Прибытие | Отправл. | Станция                    | Км пути | Стоимость, грн |
| -------- | -------- | -------------------------- | ------- | -------------- |
|          | 06:10    | Славянск                   | 0       |                |
| 06:17    | 06:18    | Пос. Черевковка (Славянск) | 3,6     | 2,69           |
| 06:25    | 06:26    | Пос. Семеновка (Славянск)  | 8,6     | 2,41           |
| 06:29    | 06:30    | С/х Шевченко               | 9,3     | 2,41           |
| 06:44    | 06:45    | Николаевка                 | 17,1    | 5,65           |
| 06:51    | 06:52    | Стародубовка               | 20,4    | 7,26           |
| 07:05    |          | Пискуновка                 | 27,1    | 8,89           |
|          | 07:15    | Пискуновка                 | 0       |                |
| 07:28    | 07:29    | Стародубовка               | 6,7     | 1,63           |
| 07:35    | 07:36    | Николаевка                 | 10      | 3,24           |
| 07:50    | 07:51    | С/х Шевченко               | 17,8    | 6,48           |
| 07:54    | 07:55    | Пос. Семеновка (Славянск)  | 18,5    | 8,89           |
| 08:02    | 08:03    | Пос. Черевковка (Славянск) | 23,5    | 8,89           |
| 08:10    |          | Славянск                   | 27,1    | 8,89           |
|          | 13:30    | Славянск                   | 0       |                |
| 13:37    | 13:38    | Пос. Черевковка (Славянск) | 3,6     | 2,69           |
| 13:45    | 13:46    | Пос. Семеновка (Славянск)  | 8,6     | 2,41           |
| 13:49    | 13:50    | С/х Шевченко               | 9,3     | 2,41           |
| 14:04    | 14:05    | Николаевка                 | 17,1    | 5,65           |
| 14:11    | 14:12    | Стародубовка               | 20,4    | 7,26           |
| 14:25    |          | Пискуновка                 | 27,1    | 8,89           |
|          | 14:35    | Пискуновка                 | 0       |                |
| 14:47    | 14:48    | Стародубовка               | 6,7     | 1,63           |
| 14:54    | 14:55    | Николаевка                 | 10      | 3,24           |
| 15:09    | 15:10    | С/х Шевченко               | 17,8    | 6,48           |
| 15:13    | 15:14    | Пос. Семеновка (Славянск)  | 18,5    | 8,89           |
| 15:17    | 15:18    | Пос. Черевковка (Славянск) | 23,5    | 8,89           |
| 15:25    |          | Славянск                   | 27,1    | 8,89           |
|          | 16:30    | Славянск                   | 0       |                |
| 16:37    | 16:38    | Пос. Черевковка (Славянск) | 3,6     | 2,69           |
| 16:45    | 16:46    | Пос. Семеновка (Славянск)  | 8,6     | 2,41           |
| 16:49    | 16:50    | С/х Шевченко               | 9,3     | 2,41           |
| 17:04    | 17:05    | Николаевка                 | 17,1    | 5,65           |
| 17:11    | 17:12    | Стародубовка               | 20,4    | 7,26           |
| 17:25    |          | Пискуновка                 | 27,1    | 8,89           |
|          | 17:35    | Пискуновка                 | 0       |                |
| 17:47    | 17:48    | Стародубовка               | 6,7     | 1,63           |
| 17:54    | 17:55    | Николаевка                 | 10      | 3,24           |
| 18:09    | 18:10    | С/х Шевченко               | 17,8    | 6,48           |
| 18:13    | 18:14    | Пос. Семеновка (Славянск)  | 18,5    | 8,89           |
| 18:17    | 18:18    | Пос. Черевковка (Славянск) | 23,5    | 8,89           |
| 18:25    |          | Славянск                   | 27,1    | 8,89           |

### Дороги
К селу со стороны Стародубовки подходит асфальтированная дорога. Большая часть дорог в самом селе грунтовые. Почти в любое время года они в плохом состоянии — меловые дороги часто размывает.

## Местная власть
84182, Донецкая область, Краматорский район, г. Николаевка, пл. Энергетиков 14/2.